# Dionisio Areopagita
Dionisio Areopagita (siglo I) fue un discípulo de san Pablo de Tarso, que llegó a ser obispo de Atenas y santo. Debe su apodo a que vivía en el Areópago, un barrio de Atenas y sede del consejo del mismo nombre. El Areópago era el tribunal supremo de Atenas, donde se decidían las leyes y normas generales de conducta de las personas. Sólo le pertenecían los ciudadanos nacidos en la ciudad, con posesiones, cultura y prestigio en la comunidad. Dionisio fue uno de estos areopagitas.
Su fiesta se celebra el 3 de octubre. Es considerado el santo patrón de la ciudad de Atenas, junto a santa Filotea de Atenas y san Jeroteo de Atenas.

## Datos biográficos
Dionisio era un juez del Areópago, que fue convertido al cristianismo por la predicación que san Pablo (Saulo de Tarso) llevó a cabo durante su segundo viaje misionero, cuando pasó por Atenas, provincia romana de Acaya.
Nacido en el seno de una noble familia pagana, estudió Filosofía y Astronomía en Atenas. Luego se fue a Egipto para terminar sus estudios de Matemáticas. Al regresar a Atenas, fue nombrado juez, poco antes que el apóstol Pablo sea acusado ante el tribunal donde estaba Dionisio como magistrado.
Al ver la predicación elocuente de Pablo, Dionisio fue el primero en convertirse. Así que se ganó poderosos enemigos entre la élite pagana que gobernaba la ciudad. Fue entonces cuando san Pablo acogió al areopagita entre sus primeros discípulos.
Poco después, Dionisio fue consagrado por el mismo apóstol como obispo de Atenas, conforme relatos de Dionisio de Corinto, citado éste por Eusebio de Cesarea. Con esta potestad, Dionisio hizo muchos viajes a tierras extranjeras, para predicar y aprender la cultura de otros pueblos. Según versiones, en estos viajes habría conocido personalmente a san Pedro, san Santiago el Mayor, san Lucas y otros apóstoles, además de los antiguos registros que se refieren a él en la Dormición y Asunción de la Virgen María, la madre del Hijo de Dios.
En Atenas, sus opositores políticos consiguieron su sentencia de muerte por fuego, pero se salvó, viajando para reunirse con el Papa en Roma. Posteriormente, sólo tenemos la información del Martirologio Romano, en el que dice que san Dionisio Areopagita murió víctima de persecución a los cristianos en el año 95 d. C.

## Confusión histórica

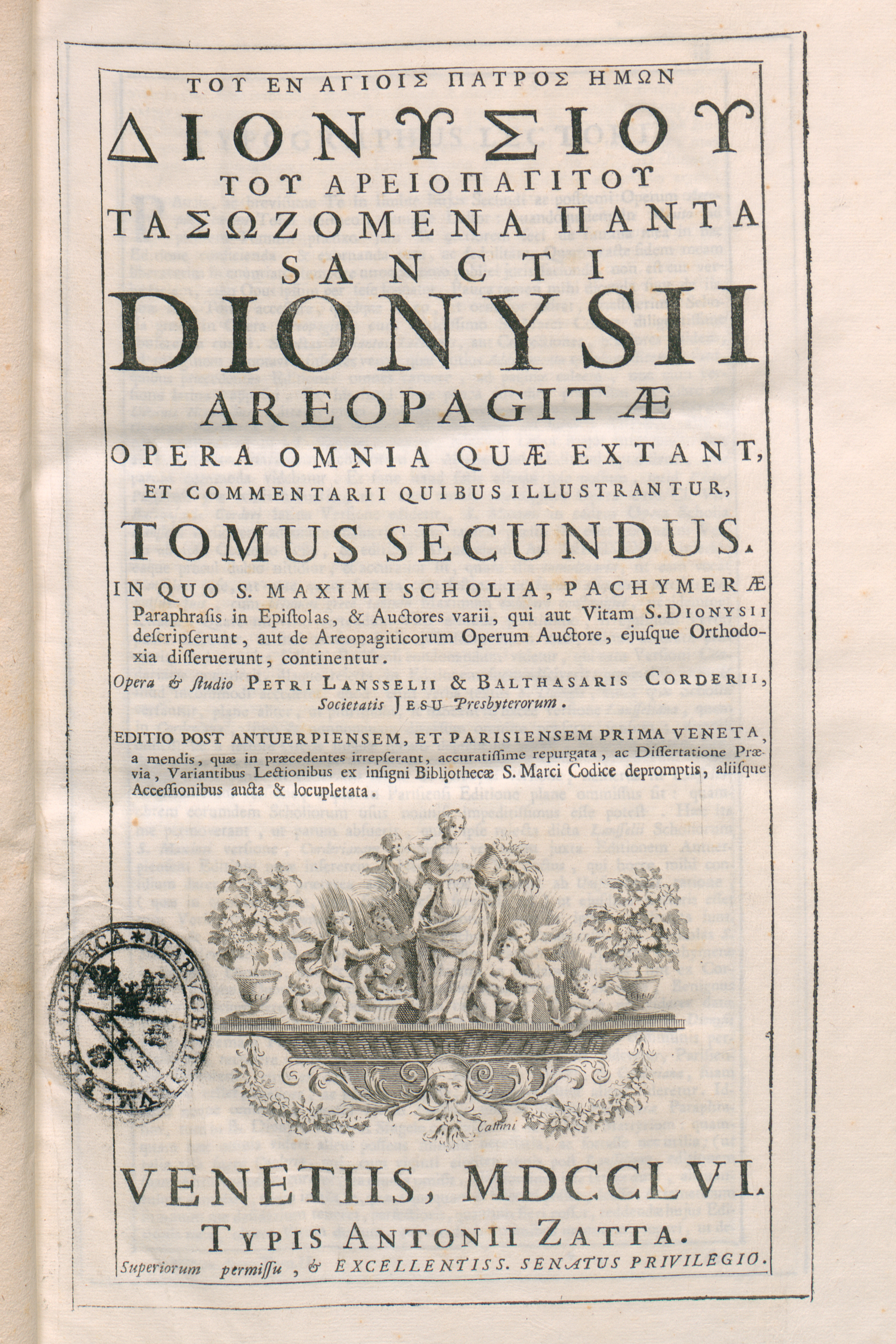
Opera omnia, 1756.

En el siglo VI se publicaron una serie de escritos de naturaleza mística e impronta neoplatónica, que fueron atribuidos a Dionisio Areopagita. Estudios posteriores demostraron que pertenecían a un autor bizantino desconocido, al que, a falta de mejor nombre, se llamó Pseudo Dionisio Areopagita.

## Eponimia
- El cráter lunar Dionysius lleva este nombre en su memoria.